# Чемерицкий, Вячеслав Антонович
Чемерицкий Вячеслав Антонович (белор. Чамярыцкі Вячаслаў Антонавіч; 22 июля 1936 года, Рабки, Дятловский район, Гродненская область) — белорусский филолог и критик, кандидат филологических наук (1967).

## Биография
Родился в крестьянской семье. Окончил белорусское отделение филологического факультета Белорусского государственного университета (1958). Работал учителем Слободской семилетней школы Вилейского района (1958 — 1959), корректором молодёжной областной газеты «Чырвоны сцяг» (1959), инспектором отдела народного образования Молодечненского района (1959-1962). Окончил аспирантуру при Институте литературы имени Янки Купалы АН БССР (1965), с 1965 — научный сотрудник Института.

## Научная и творческая деятельность
Дебютировал стихами в 1952 году (новогрудская районная газета «Новае жыццё»). С рецензиями, литературно-критическими статьями, исследованиями по древней литературе выступает с 1959. Автор монографии «Беларускія летапісы як помнікі літаратуры: Узнікненне і літаратурная гісторыя першых зводаў» (1969), брошюры «Беларускі тытан эпохі Адраджэння» (1990), автор книги «Францыск Скарына» (с Г. Галенченко и В. Шматовым, на французском языке - 1979 и на английском - 1980, Париж), автор доклада на IX Международный съезд славистов «Традыцыі літаратуры старажытнай Русі ў беларускай літаратуры: Дакастрычніцкі перыяд» (с А. Коршунавым, А. Лойкам, 1982), один из авторов «Гісторыі беларускай дакастрычніцкай літаратуры» (т. I, 1968), «Истории белорусской дооктябрьской литературы» (1977), «Истории всемирной литературы» (т. 3, 1985; т. 4, 1987), пособия для ВУЗа «Гісторыя беларускай літаратуры: Старажытны перыяд» (1985).
Переводит из древнерусского и древнерусском языков. Принимал участие в издании «Полного собрания русских летописей» (т. 32 и 35), составитель сборника «Слова о полку Игореве» (1986).

## Награды и звания
- Награжден медалью Франциска Скорины.
- Лауреат Государственной премии Беларуси (1994) за участие в создании цикла работ «Скорина и белорусский культура».
- Имя В. А. Чемерицкого занесено в Книгу Славы Новогрудского района (2009)[1].